# Υ-Meson
Das Υ-Meson ist ein ungeladenes Meson. Es wird mit dem griechischen Großbuchstaben Υ bezeichnet. Als Symbol wird hierbei stets ein Ypsilon mit „Widderhörnern“ verwendet: .
Es ist ein gebundener Zustand aus einem Bottom-Quark {\displaystyle b} und einem Bottom-Antiquark {\displaystyle {\bar {b}}}, also ein Bottomonium. Wie bei allen Quarkonium-Mesonen sind alle seine Flavour-Quantenzahlen Null.
Das Υ wurde 1977 am Fermilab von der E288-Gruppe unter Leon Max Lederman entdeckt. Es war das erste entdeckte Teilchen, das ein b-Quark enthält. Die Lebensdauer des Grundzustandes, Y(1S) genannt,  beträgt 1,21·10−20 Sekunden, und es hat eine Masse von etwa 9,46 GeV/c2. Am häufigsten zerfällt es in drei Gluonen, die anschließend hadronisieren, oder über ein virtuelles Photon in Quark-Antiquark oder Lepton-Paare (τ+τ−, μ+μ− und e+e−).
Wichtig ist das Υ-Meson in B-Fabriken. Dort wird ausgenutzt, dass eine bestimmte Anregung dieses Teilchens, das Υ(4S), nahezu ausschließlich in zwei B-Mesonen zerfällt. Diese lassen sich daher zuverlässig produzieren und untersuchen. Die leichteren Υ-Mesonen (Υ(1S), Υ(2S), Υ(3S)) haben nicht genug Masse, um in B-Mesonen zu zerfallen.